# The Shambles
The Shambles (officielt navn Shambles) er en gammel gade i York, England, med bindingsværksbygninger, hvoraf nogle stammer fra 1300-tallet. Den var engang kendt under navnet The Great Flesh Shambles, hvilket sandsynligvis er afledt af det angelsaksiske Fleshammels (bogstavelig talt 'flesh-shelves', kød-hylder), der er ordet for de hylder, som slagterne fremviser deres kød på. I 1872 lå der 25 slagtere på gaden, men i dag er ingen bevaret.
Blandt bygningerne i Shambles findes en helligdom forbundet med sankt Margaret Clitherow, der var gift med en slagter der ejede og boede i en butik i nummer 10 på gaden. Hendes hjem er i dag en butik med manchetknapper kaldet, Cuffs & Co, og har et præstehul der endte med at blive hendes død.
Selvom slagterne i dag er forsvundet, så har flere af butikkerne i gaden stadig kødkroge hængende uden for, og under dem er hylder hvor kødet ar været fremvist. Butikkerne består i dag af en blanding mellem restauranter, cafeer, boghandlere, et bageri og souvenirbutikker.
Der er fem snickelways går ud fra Shambles.
I Storbritannien findes en række andre gader kaldet "The Shambles"; Bradford on Avon, Chesterfield, Chippenham, Manchester, Sevenoaks, Whitby, Worcester, Armagh), og i Irland findes Fishamble Street i Dublin.
53°57′34″N 1°04′48″V / 53.959402777778°N 1.0801111111111°V